# 洵贝勒府
洵贝勒府为清朝末年贝勒载洵的府邸，位于北京市西城区背阴胡同37号。

## 历史
载洵为醇亲王奕譞第六子，光绪二十八年（1902年）过继给瑞郡王奕誌为嗣子，袭贝勒。光绪三十四年（1908年）加郡王衔。宣统帝即位之后，载洵助其兄、摄政王载沣“参赞中枢”，任海军大臣。
洵贝勒府坐北朝南，整个建筑分为府邸及花园两个部分。中华人民共和国成立后，中共中央组织部在此办公。原有建筑多经改建。现在，洵贝勒府仍由中共中央组织部使用。